# Magyar Innováció Háza
A Magyar Innováció Háza a Közlekedési Múzeum egykori, városligeti épületének elbontásával, illetve második világháború előtti épületének rekonstrukciójával, az intézmény részeként jön létre. A millenniumra épült, eredeti nevén „Közlekedés Csarnokát” régi pompájában állítják vissza a Liget Budapest projektben, Pfaff Ferenc eredeti tervei alapján, de korszerű belsővel. A Magyar Innováció Háza technikatörténeti kiállítása várhatóan bemutatja majd a legnagyobb magyar feltalálókat és fejlesztéseket, illetve a technikai fejlődés társadalomra gyakorolt hatását is. Az épület és az interaktív kiállítás 2021-ben tervezés alatt áll.